# Lausitzring
Der Lausitzring, bekannt auch als EuroSpeedway Lausitz, ist eine Motorsport-Anlage im südlichen Teil der Niederlausitz, im Ortsteil Klettwitz (Teststrecke auch Ortsteile Meuro, Schipkau und Hörlitz) der Gemeinde Schipkau im Landkreis Oberspreewald-Lausitz in Brandenburg; etwa 115 Kilometer südsüdöstlich von Berlin, 40 km südwestlich von Cottbus und 55 km nördlich von Dresden. Die Anlage wurde im Jahr 2000 als Grand-Prix-Kurs, Speedway und Teststrecke eröffnet.
Der zunächst verwendete Name EuroSpeedway Lausitz ist eine Mischung aus einer Wortentlehnung aus der englischen Sprache und dem deutschen Namen der Region (auf Englisch hieße diese Lusatia). Mit dem englischen Kunstbegriff „EuroSpeedway“ wurde auf das in Kontinentaleuropa einmalige Hochgeschwindigkeitsoval (Superspeedway) hingewiesen. Der Name „Lausitzring“ wird seit 2010 wieder vorrangig von der Betreibergesellschaft verwendet. Mit dem Verkauf des Lausitzrings an die Sachverständigenorganisation DEKRA zum November 2017 erfolgte die Umbenennung in DEKRA Lausitzring.

## Geschichte

### Die Anfänge
Die Rennstrecke entstand als Ersatz für die Berliner AVUS in einem ehemaligen Braunkohletagebau, die dort allerdings bereits zur DDR-Zeit angestrebt und 1986 in deren Fünfjahresplan aufgenommen wurde. Der Mauerfall von 1989 verzögerte zunächst den Bau, der seitdem aber zusätzlich noch einmal angestiegene Verkehr in der Berliner Innenstadt zum Berliner Ring beschleunigte die Suche nach einer alternativen Rennstrecke im erweiterten Großraum. Nach einem schweren Rennunfall wurde im Jahre 1998 der Rennbetrieb auf der AVUS vorfristig eingestellt, dann ein Jahr später jedoch der EuroSpeedway Lausitz, nach einer Abschlussfeier für die AVUS, im Jahre 1999 eröffnet.
Mit der Schließung des Tagebaus in der Lausitzer, wurden die Pläne zum Bau der Rennstrecke konkret. 1991 wurde die Firma Lausitzring Project GmbH gegründet, um einen geeigneten Standort für die neue Rennstrecke in der Lausitz zu suchen. Die Wahl fiel auf den ehemaligen Tagebau Meuro. Das Ministerium für Umwelt, Naturschutz und Raumordnung des Landes Brandenburg stimmte diesem Standort im Amt Schipkau mit seinen Gemeinden Klettwitz, Meuro, Drochow, Hörlitz und Annahütte am 8. September 1995 zu. Bereits 17 Tage später wurde der Förderverein Lausitzring e. V. gegründet. Der Verein ist seither der Eigentümer des Areals und verpachtet die Rennstrecke an die Betreibergesellschaften.
Am 17. Juni 1998, nach drei Jahren Planung, wurde der Bau der neuen Rennstrecke begonnen. Der Baubetrieb wurde im August desselben Jahres wegen eines Widerspruchsverfahrens eines Anwohners für 2 Monate unterbrochen, konnte aber durch die Unterstützung der Bürgerinitiative „Pro Lausitzring“ und des ADACs Berlin-Brandenburg zeitnah wieder aufgenommen werden. Die Bürgerinitiative „Pro Lausitzring“ ging später im Club 98 e. V. auf und unterstützt den EuroSpeedway Lausitz noch heute.
Am 14. Mai 1999 war die Grundsteinlegung der Haupttribüne, und im Juni 1999 folgten die ersten Asphaltierungsarbeiten. Nach 18 Monaten Bauzeit wurde am 2. Dezember 1999 das Richtfest gefeiert. Die Feinarbeiten wurden bis August 2000 abgeschlossen. Die Kosten für den Bau des Lausitzrings beliefen sich auf 158 Millionen Euro, 123 Millionen Euro wurden vom Land Brandenburg übernommen.
In Anlehnung an deutsche Rennstrecken sollte die Rennstrecke ursprünglich offiziell nur Lausitzring heißen. Aus Gründen der besseren Vermarktbarkeit der Strecke, vor allem in Nordamerika, sollte der Name wenige Wochen vor Eröffnung der Anlage in Eurospeedway Berlin-Brandenburg geändert werden. Nach heftigen Protesten in der lokalen Presse und Bevölkerung wurde der Name dann in EuroSpeedway Lausitz geändert.

### 2000–2004
Am 20. August 2000 feierten 110.000 Zuschauer die offizielle Eröffnung des neuen EuroSpeedway Lausitz. Bereits eine Woche später startete mit der Deutschen Motorrad-Straßenmeisterschaft (IDM) die erste Rennveranstaltung und am 3. September die DTM. Das Rennen am Sonntag musste wegen starker Regenfälle abgesagt werden. Am 15. Oktober kam die BERU Top 10 in die Lausitz, am 22. Oktober Porsche GTP Weekend.
Am 25. April 2001 verunglückte Michele Alboreto bei Testfahrten für das 24-Stunden-Rennen von Le Mans auf dem DEKRA-Testoval neben dem EuroSpeedway Lausitz tödlich. In dieser Saison kam am 10. Juni zum ersten Mal die Superbike-Weltmeisterschaft in die Lausitz und am 12. August zum zweiten Mal die DTM. Das erste Open-Air-Konzert fand mit AC/DC am 16. Juni statt. Als Saisonhöhepunkt war jedoch das „German 500“ eingeplant – für Samstag, den 15. September 2001. Überschattet von den Terroranschlägen am 11. September 2001 in den USA führte die US-amerikanische CART-Serie ihr erstes Oval-Rennen in Europa durch, das in „The American Memorial“ umgetauft wurde. Hierbei fuhren Formelrennwagen mit Durchschnittsgeschwindigkeiten von über 330 km/h im Dreieck des Tri-Ovals, wobei eine Runde weniger als 40 Sekunden dauerte und von den rund 100.000 Zuschauern fast komplett verfolgt werden konnte. 13 Runden vor Schluss des spannenden Rennens schleuderte der Italiener Alessandro Zanardi, zweimaliger CART-Champion und ehemaliger Formel-1-Fahrer, bei der Ausfahrt aus der Boxengasse direkt auf die Rennstrecke. Fahrer wie Patrick Carpentier konnten noch ausweichen, aber dessen Team-Kollege Alex Tagliani rammte Zanardis Wagen mit etwa 320 km/h seitlich in Höhe des Cockpits. Das Chassis wurde durch den Aufprall in zwei Teile gerissen und Zanardi beide Beine oberhalb der Knie amputiert. Das Rennen wurde unter Gelben Flaggen neutralisiert beendet, die Fernsehübertragung in ORB/ARD wurde abgebrochen. Zanardi wurde per Hubschrauber ins Unfallkrankenhaus Berlin geflogen, wo er von einem Team um Walter Schaffartzik behandelt wurde. Zanardi musste sieben Mal wiederbelebt werden und überlebte den Unfall trotz extrem hohen Blutverlustes – bei der Einlieferung ins Krankenhaus zirkulierte in seinem Körper lediglich noch ein Liter Blut.
Die IDM war 2002 am 12. Mai zu sehen. Die britische ASCAR-Serie kam am 26. Mai und am 30. Juni mit gutem Erfolg zum Eurospeedway. Die Superbike-WM gastierte am 9. Juni. Zum dritten Mal in Folge war am 14. Juni die DTM in der Lausitz. Die Champ-Car-Serie wollte zum zweiten Mal hier an den Start gehen, musste aber aus Kostengründen absagen. Die Eigner- und Betreibergesellschaft bestehend aus der IBG, einer Tochtergesellschaft der Bankgesellschaft Berlin, der DEKRA (10 %) und dem Landkreis Oberspreewald-Lausitz (10 %), meldete am 20. Juni 2002 Insolvenz an. Am 31. Dezember 2002 wurde die Zukunft des Eurospeedways durch den Betrieb der Lausitzer Rennstrecke durch die EuroSpeedway Lausitz Betriebs GmbH gesichert.
Beim DTM-Rennen am 8. Juni 2003 sollte zum ersten Mal der GP-Kurs mit dem „Turn 1“ verbunden werden. Anstatt nach Start/Ziel links in das Kurven-Geschlängel einzubiegen, sollte die erste Steilkurve des Triovals befahren werden. Doch bei den Testfahrten am Freitag vor dem Rennen kam es zu Reifenschäden an den Abt-Audis von Christian Abt und Laurent Aïello. Da auch andere Teams von Reifenproblemen sprachen, entschloss man sich für das Rennen doch wieder auf den normalen GP-Kurs zurückzukehren. Erst in der DTM-Saison 2021 wurde dieser Versuch nochmals wiederholt. Als erste deutsche Rennserie fuhr die V8-Star am 6. Juli Rennen auf dem Tri-Oval-Kurs. Im Frühjahr 2003 konnte die CART-Serie ihr zweites Rennen erfolgreich durchführen. Im Vorprogramm vollendete Alessandro Zanardi symbolisch das abgebrochene Rennen von 2001, indem er unter großer Anteilnahme des Publikums mit Beinprothesen 13 Runden in einem Rennwagen von 2001 absolvierte. Am 20. Juli fuhr zum allerersten Mal die World Series by Nissan auf der Strecke.

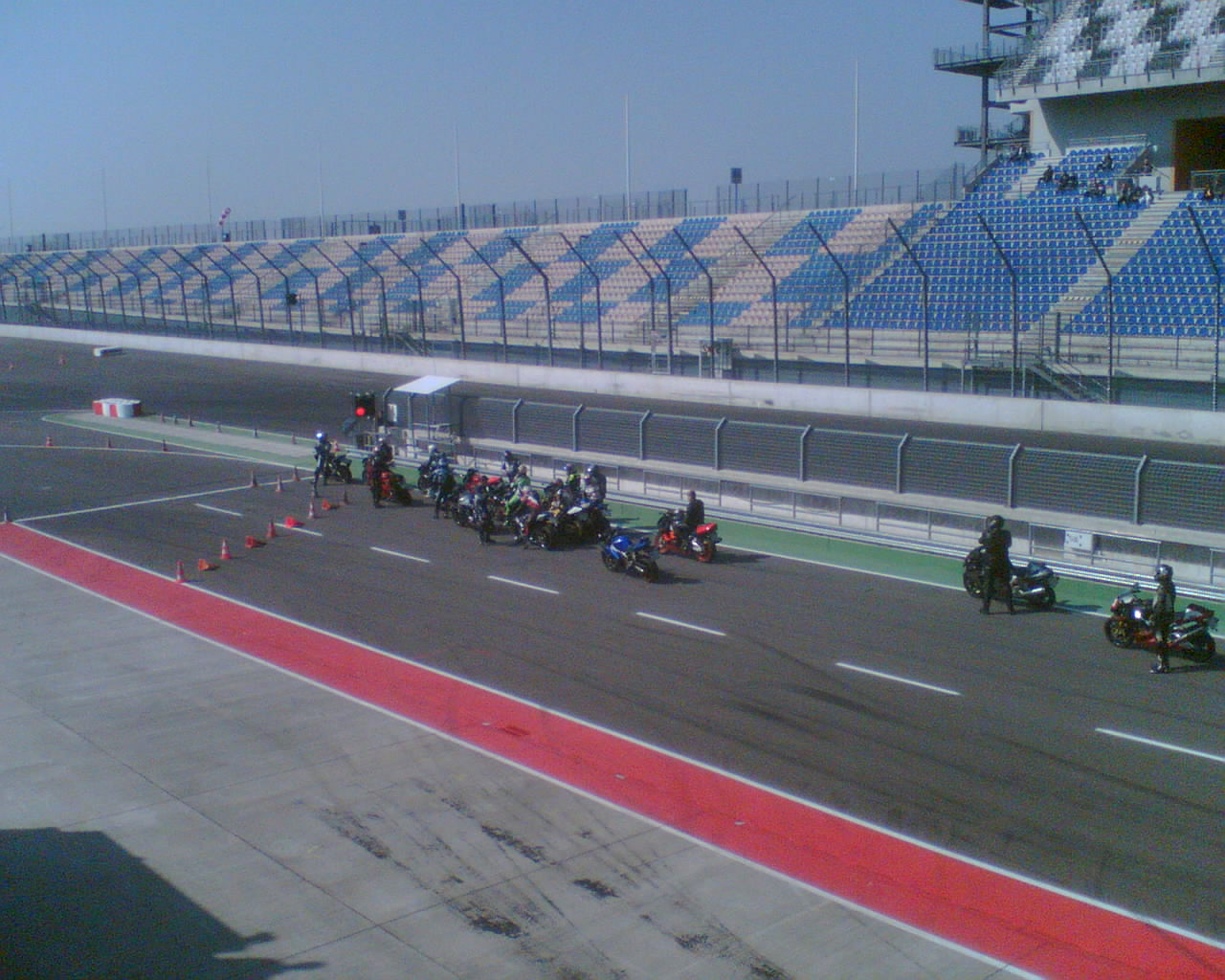
Boxenausfahrt des Lausitzrings

Am 1. Januar 2004 übernahm die neugegründete Betreibergesellschaft EuroSpeedway Lausitz GmbH den Betrieb. Der Pachtvertrag mit dem Eigentümer, dem Förderverein Lausitzring e. V., lief über 5 Jahre. Bis 2008 sollten bis zu 5,8 Millionen Euro Subventionen des Landes Brandenburg für die Sicherung des Betriebs und Investitionen an die EuroSpeedway Lausitz GmbH fließen. Die DTM sah man am 6. Juni und die IDM am 1. August. Am 4. Juli feierte die Historische Formel-1-Meisterschaft Premiere auf der Strecke. Der Viertelmeilen-Cup wurde zum ersten Mal in der Lausitz ausgetragen. 50.000 Besucher sahen am 18. Juni das Open-Air-Konzert von Herbert Grönemeyer.

### 2005–2008

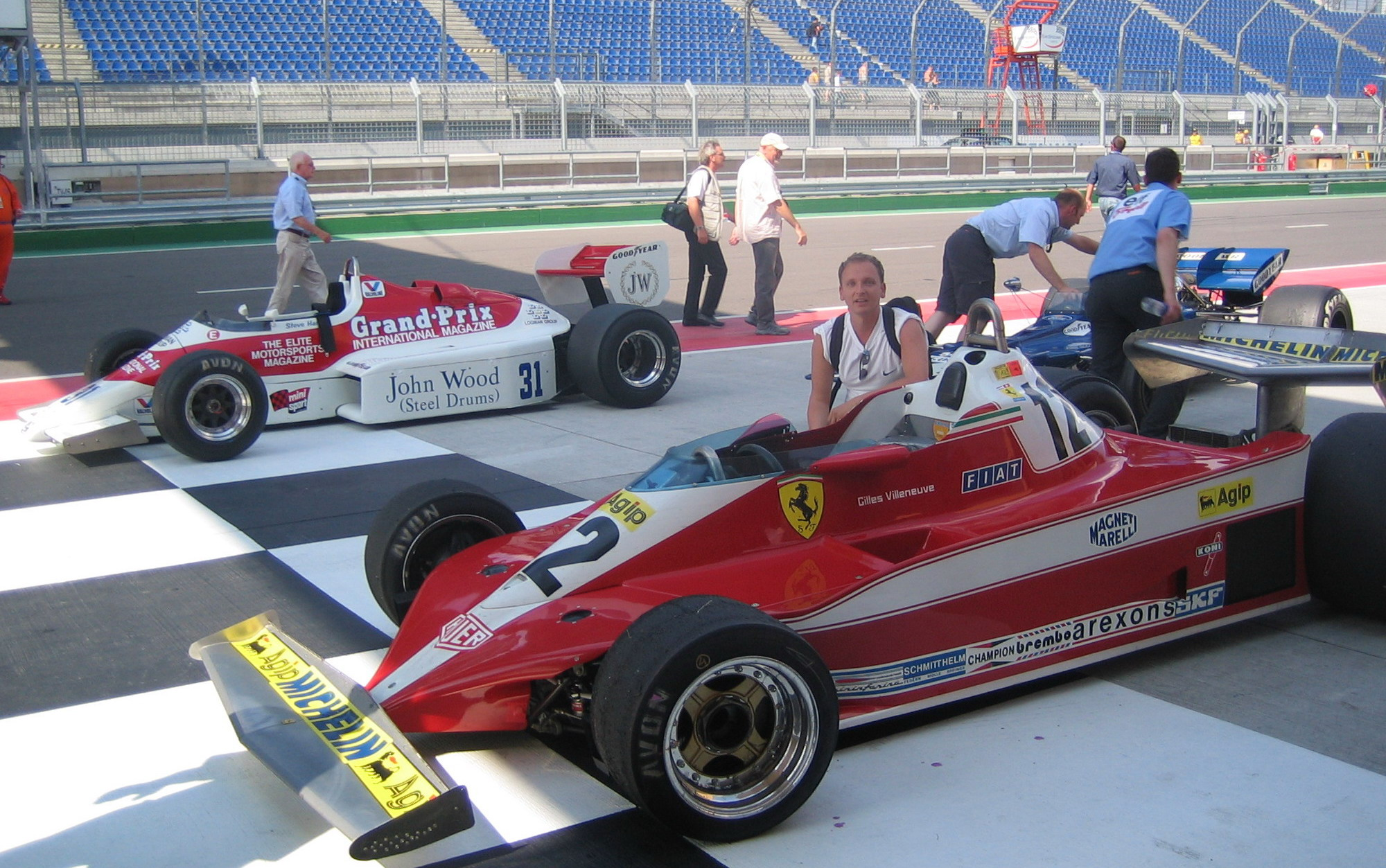
Historische Formel 1 am Eurospeedway (2005)

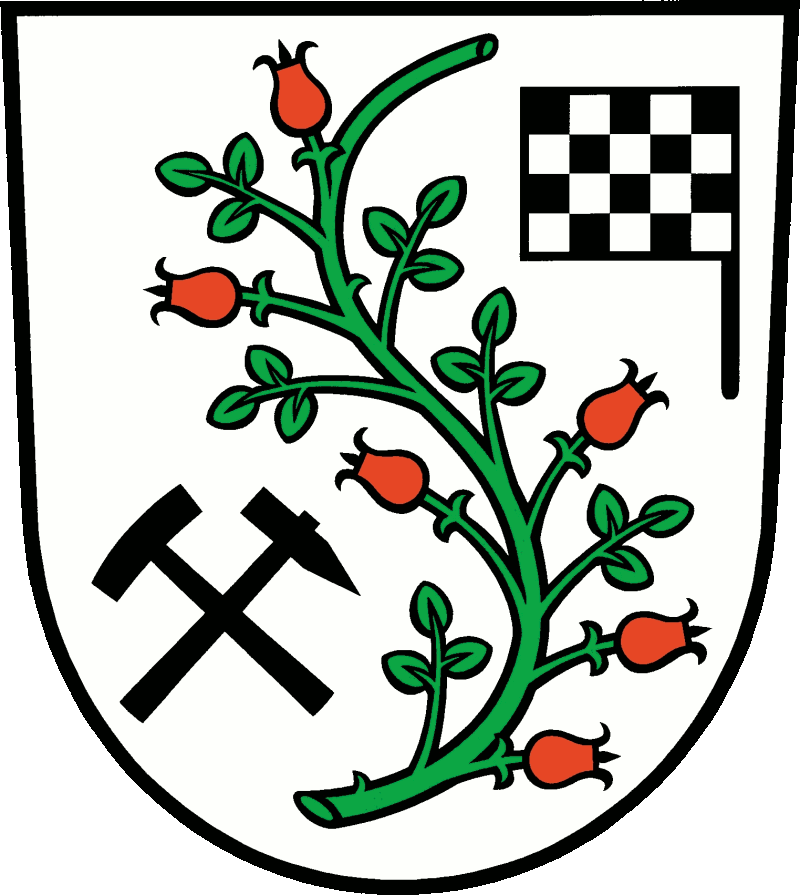
Wappen der Gemeinde Schipkau mit Start-Ziel-Flagge

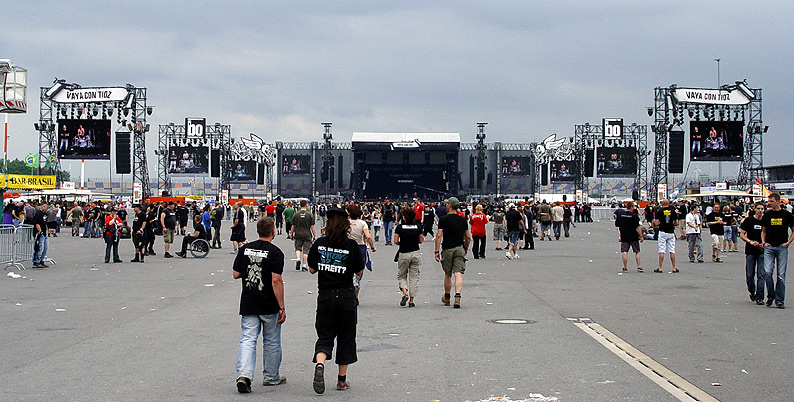
Abschlusskonzert der Böhsen Onkelz im Juni 2005

Die DTM gastierte 2005 gleich zweimal in der Lausitz und zwar am 1. Mai und am 18. September. Das Rennen in Frankreich musste abgesagt werden, woraufhin der EuroSpeedway einsprang. Mit dem Eastside 100 wurde am letzten August-Wochenende erstmals in Deutschland ein Ovalrennen mit Formel-3-Boliden durchgeführt. Die Superbike Motorrad-Weltmeisterschaft kehrte nach einem Jahr Pause am 11. September zurück. Am 9. Oktober gastierte zum einzigen Mal die A1-Grand-Prix-Serie. Jahreshöhepunkt war das Abschiedsfestival der Böhsen Onkelz vor 120.000 Zuschauern am 17. und 18. Juni.

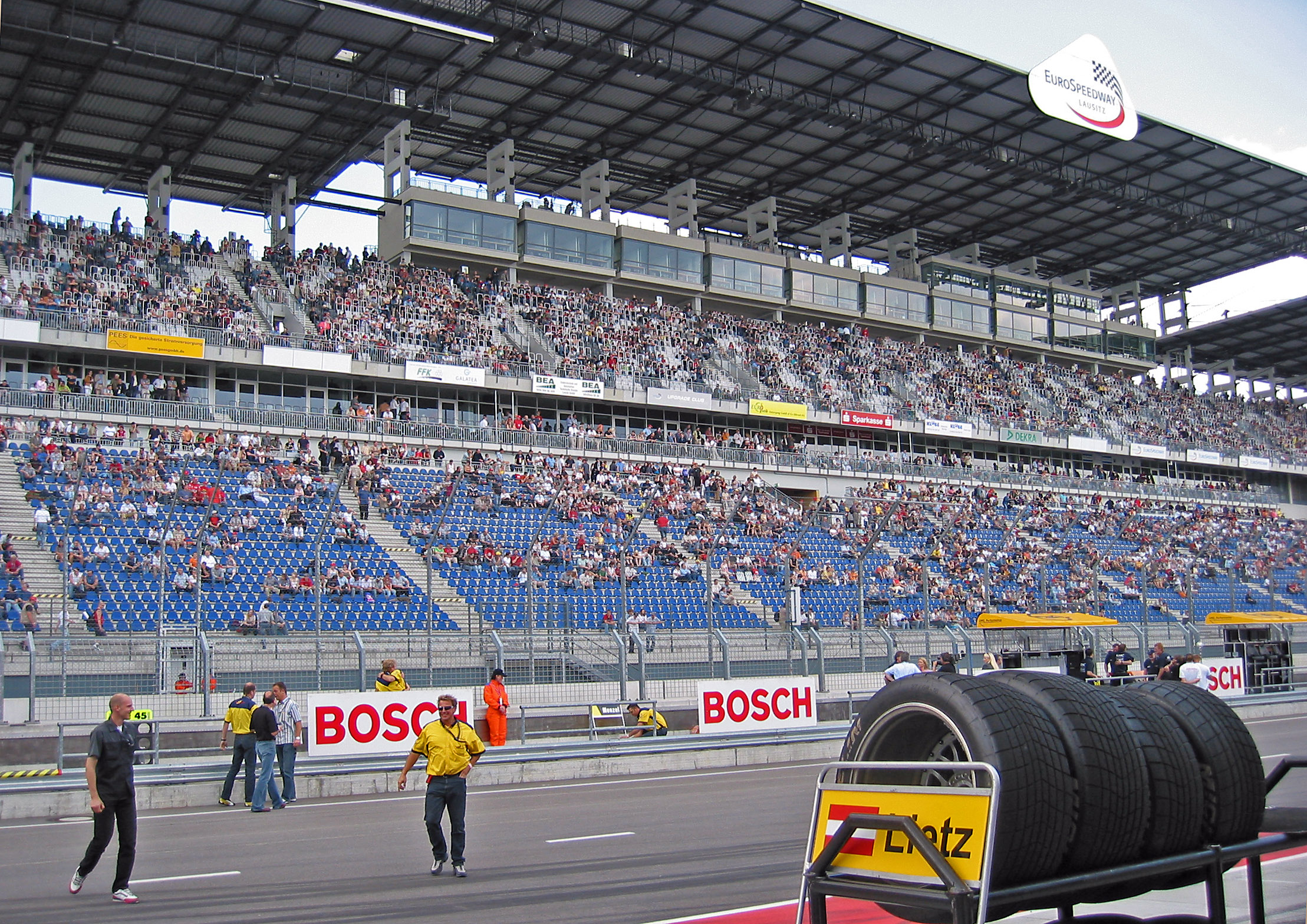
Blick auf die Haupttribüne des Rings

Im Jahr 2006 machte die DTM am 30. April Station und die IDM am 11. Juni. Premiere feierte die BELCAR mit ihrem Holiday Race am 23. Juli. Wieder gastierten die Beru Top 10, das Porsche GTP Weekend und zum dritten Mal in Folge der Viertelmeilen-Cup. Erneut fand das Eastside 100 des Deutschen Formel-3-Cups statt, diesmal am letzten Juli-Wochenende. Seit 2006 fanden keine Rennen mehr auf dem Tri-Oval-Kurs statt.
Im ersten Quartal 2007 wurde eine erneute europaweite Ausschreibung für den Verkauf und Betrieb der Rennstrecke eröffnet. Zum siebten Mal gastierte die DTM am 20. Mai auf dieser Rennstrecke. Wieder wurde auf Idee der ITR (DTM-Dachorganisation) hin die Streckenführung des EuroSpeedways für das DTM-Rennen ein wenig verändert. Diesmal betraf es die Startkurve. Mit Hilfe von mobilen Curbs wurde eine enge Kehre geschaffen, die die Rennstrecke um 36 Meter verlängerte. Dadurch sollte eine bessere Überholmöglichkeit für die Piloten geschaffen werden. Am 29. April kam die IDM und am 5. August der ADAC GT Masters in die Lausitz.
Nach einem Jahr Ausschreibungs- und Verhandlungsverfahren wurde im Juni die Betriebsführung der Rennstrecke ab dem 1. Januar 2009 an die „Bietergemeinschaft alpha-Technik“ vergeben. Der Vertrag läuft bis zum 31. Dezember 2016. Die IDM kam 2008 am 27. April, die DTM am 18. Mai und der ADAC GT Masters am 7. September; außerdem fand ein 24-Stunden-Rennen statt. Der Viertelmeilen-Cup der SPRINT-Tankstellen absolvierte seinen fünften Auftritt in der Lausitz.
Auch 2008 wurde für das DTM-Rennen eine weitere Veränderung am EuroSpeedway vorgenommen. Diesmal betraf es die Boxeneinfahrt: Da 2007 bei einer Safety-Car-Phase das Kuriosum aufgetreten war, dass die Fahrt durch die Boxengasse mit integriertem Reifenwechsel kürzer dauerte als die Fahrt hinter dem Safety-Car auf der Rennstrecke, wurde nun nach dem sogenannten „Turn 3“ eine neue Boxeneinfahrt geschaffen. Diese verschafft im Gegensatz zur ursprünglichen Boxeneinfahrt, die über die Motorrad-Variante des Kurses verlief, keinen Vorteil von gut 250 Metern. Diese Boxeneinfahrt wurde 2015 wieder zurückgebaut, nachdem bereits 2014 die DTM die alte Boxeneinfahrt über die Motorrad-Variante genutzt hatte.

### 2009–2016
Die EuroSpeedway Verwaltungs GmbH unter der Leitung des Geschäftsführers Bert Poensgen übernahm zum 1. Januar 2009 den Betrieb der Anlage. Die Saison wurde im April traditionell mit dem Osterfeuer eröffnet. Bis zu 14.000 Zuschauer sahen die Rennen der IDM, die zwischen dem 24. und dem 26. April auf dem Eurospeedway stattfanden. Ende Mai war wieder die DTM zu Gast. Erstmals nach vielen Jahren im Ausland war der Shell Eco-Marathon wieder in Deutschland zu erleben. Ganz neu zu sehen war das Jim-Clark-Revival, welches vom Hockenheimring in die Lausitz gewechselt war, das Motorrad-Weekend des ADAC Hessen-Thüringen sowie der ADMV Classic Cup. Vom 3. bis 5. Juli war das ADAC-Masters-Weekend zu sehen und zum sechsten Mal der Viertelmeilen-Cup der SPRINT-Tankstellen. Seit Jahren zählt das VW-/Audi-Markentreffen (VW Blasen) zur Veranstaltung. Zum Ende der Saison wurde die „Herbstglühen“-Motorsportveranstaltung durchgeführt.
Die Red Bull Air Race Weltmeisterschaft gastierte 2010 vom 6. bis 8. August.
Im Jahr 2012 fand am 18. und 19. August erstmals ein Rennen der Rundstrecken-Challenge Nürburgring (RCN) statt. Das Testoval wurde dabei zum ersten Mal mitgenutzt, so dass eine Runde über die Langstrecke die Gesamtlänge von 11,3 km hatte. Die bis zu 49° überhöhten Steilkurven des Testovals wurden nicht genutzt, stattdessen wurde unterhalb dieser Neigung gefahren.
Ab der Saison 2016 ist der Lausitzring wieder Teil des Rennkalenders der FIM-Superbike-Weltmeisterschaft. Der Vertrag läuft über drei Jahre.

### Seit 2017

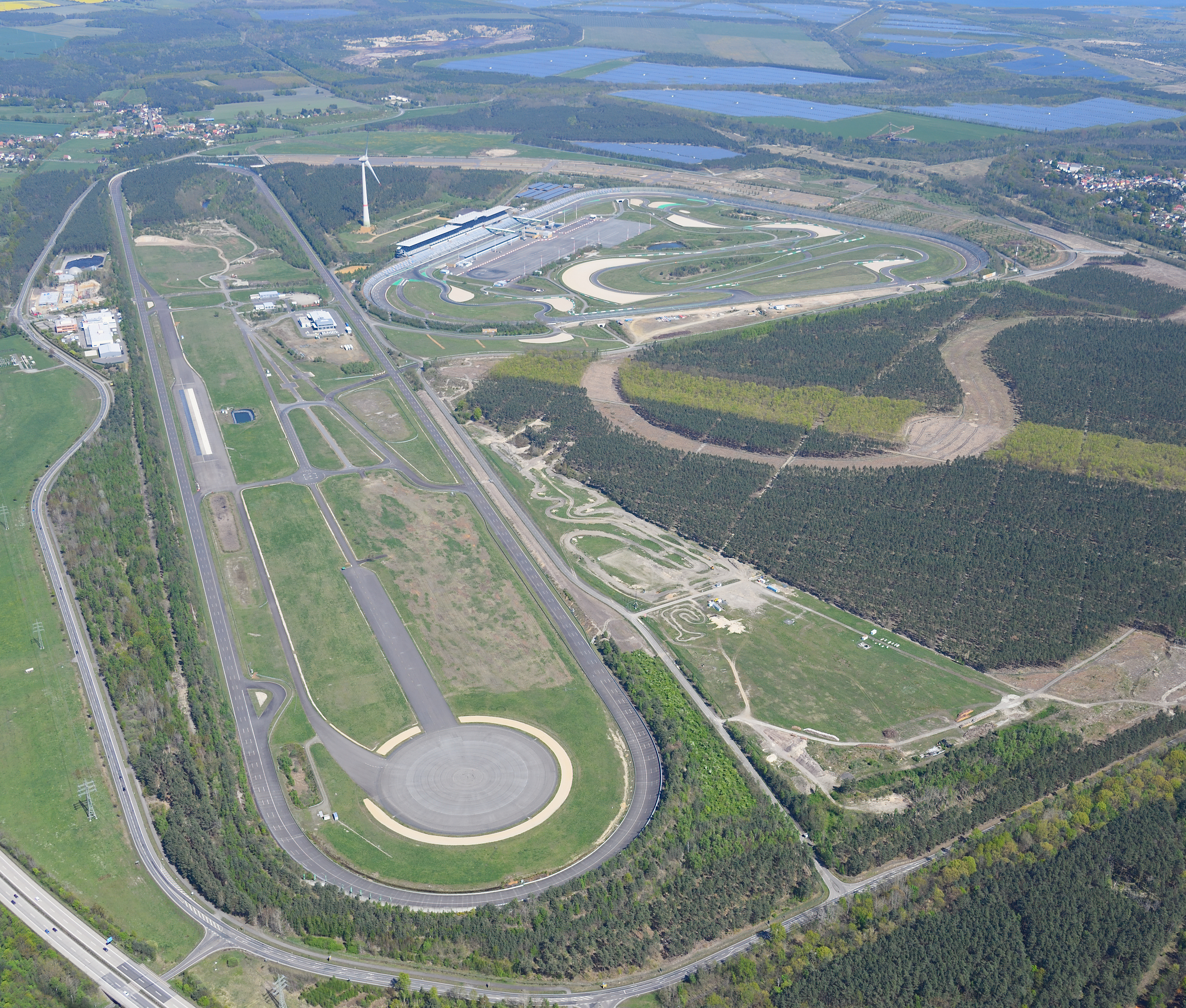
Das DEKRA-Testoval am Lausitzring aus der Luft gesehen

Zum 1. November 2017 wurde die Rennstrecke an DEKRA verkauft, des Weiteren gab der Betreiber bekannt, dass ein Sanierungs- und Modernisierungsbedarf in zweistelliger Millionenhöhe existiert. DEKRA plant auf dem Areal – in Verbindung mit dem benachbarten DEKRA Technology Center – ein Test- und Entwicklungszentrum für autonomes und vernetztes Fahren und hat angekündigt, mehr als 30 Millionen zu investieren, unter anderem soll im Infield eine Art Geisterstadt aufgebaut werden. Dort sollen alle in diesem Zusammenhang relevanten Fahrszenarien abgebildet werden können. So sind verschiedene Überlandstrecken geplant. Das Testoval im DEKRA Technology Center bildet Autobahnszenarien ab. Auf den Parkflächen sollen mit mobilen und flexiblen Bauten verschiedenste Innerorts-Gegebenheiten simuliert werden. Zielgruppen für die Prüf- und Test-Dienstleistungen sind unter anderem Automobilhersteller, Zulieferer und Ingenieurdienstleister.
Im Jahr 2018 wurden durch verschiedene Veranstalter einige Veranstaltungen auf dem DEKRA Lausitzring ausgetragen, darunter die DRX (Deutsche Rallycross-Meisterschaft), die IDM und als Saisonhighlight die DTM. Dazu fanden noch einige Tuning-Festivals und auch das Extrem-Hindernislauf Event Tough Mudder. Zudem bot DEKRA selber oder andere Veranstalter ein Rennstreckentraining für PKW und Motorrad an. DEKRA selbst möchte bei weiteren Rennveranstaltungen nicht als Veranstalter auftreten, vermietet aber die Strecke für Motorsport-Events.
2019 war zweimal die DTM zu Gast auf dem DEKRA Lausitzring. Einmal zu den Testtagen vor dem eigentlichen Saisonstart und zu einem üblichen Rennwochenende. Erneut gab es einige Tuning-Festivals wie das „Reisbrennen“ oder die „L8-Night“. Dazu wurde wieder der Extrem-Hindernislauf Tough Mudder ausgetragen. Die DEKRA investiert weiterhin in den Standort. So gibt es seit Juli 2019 ein Abgaslabor, der beispielsweise berechtigt ist, Autos für den japanischen Markt zuzulassen. Weiterhin gibt es den Plan, ein Zentrum für autonomes und vernetztes Fahren zu werden.
Im Jahr 2021 vollzog die DTM den zweiten Versuch die überhöhte Turn 1 Kurve des Tri-Ovals zu befahren. Zuvor musste die geänderte Streckenführung durch die FIA homologiert werden. Für das neue Layout aus Grand-Prix-Strecke und überhöhter Turn 1 Kurve des Tri-Ovals sicherte sich die DTM-Dachorganisation ITR exklusiv die Rechte für drei Jahre. Obwohl zuvor von einigen Teams Kritik für die neue Streckenführung geäußerter wurde, konnte die Veranstaltung trotz eines Unfalls erfolgreich durchgeführt werden.

## Sonstige Veranstaltungen
Auf dem DEKRA Lausitzring finden neben Autorennen auch Fahrsicherheitstrainings sowie andere Sportveranstaltungen statt. Zu Pfingsten 2019 war zum ersten Mal seit Jahren wieder ein großes Open-Air-Konzert mit Mia und Nena geplant.
Das „Reisbrennen“, ein viertägiges internationales Treffen für japanische Fahrzeuge, Tuning- und Rennbegeisterte findet ebenso auf dem Gelände des Lausitzrings statt.

## Streckenvarianten am DEKRA-Lausitzring

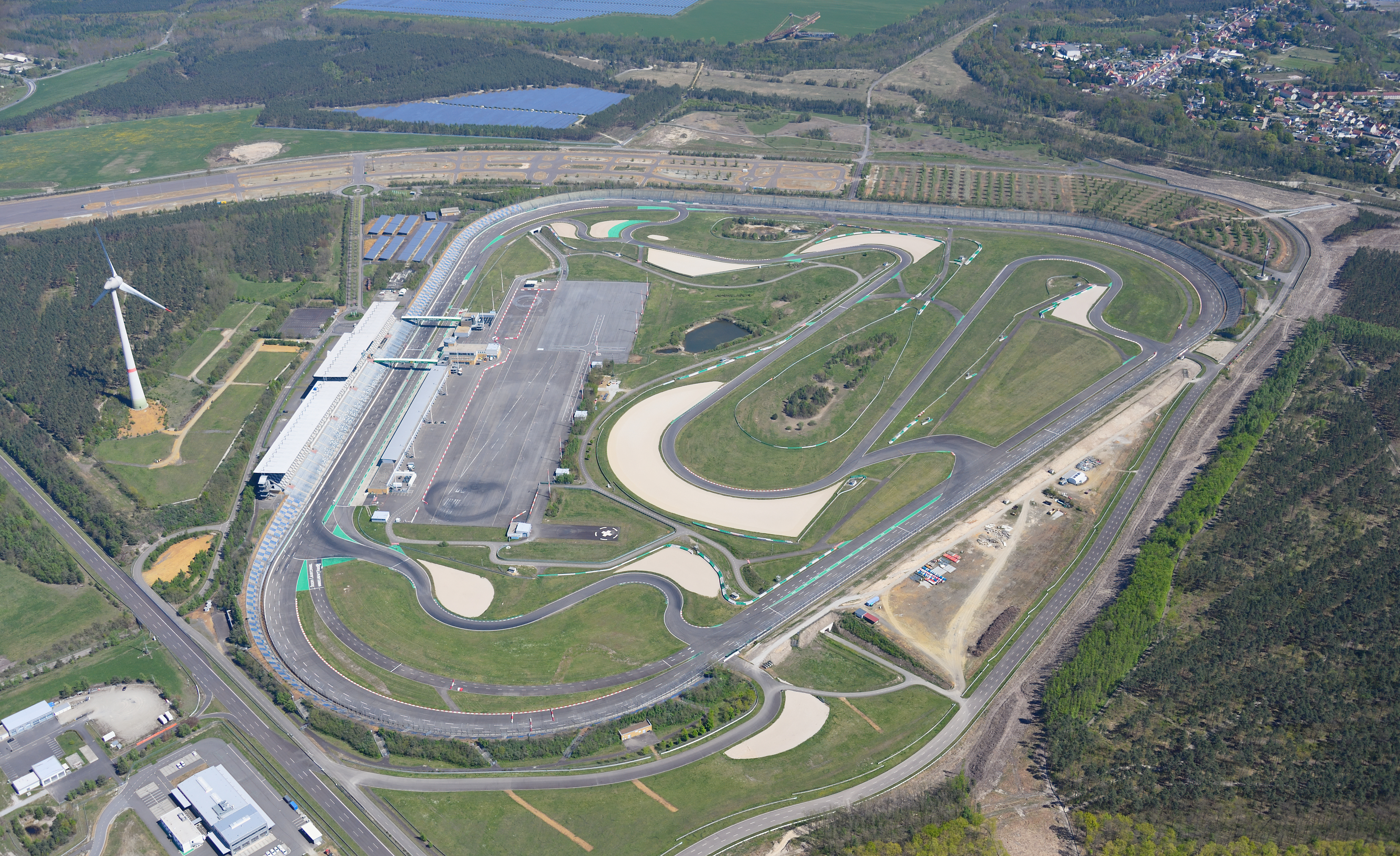
Luftaufnahme des Lausitzrings

Der Lausitzring beinhaltet ein 2 Meilen Tri-Oval inklusive Infield sowie ein 5,8 km Testoval. Der 2-Meilen-Superspeedway besitzt drei überhöhte Kurven mit einer Neigung von maximal 10 % / 5,7°. Die Strecke ist bis zu 24 m breit und die längste Gerade beträgt 800 m. Das Testoval ist 5,8 km lang und hat zwei überhöhte Steilkurven mit einer Neigung von bis zu 49°.
- Superspeedway: 2,0 mi (3,2 km)
- Grand-Prix-Strecke lang: 4,534 km
- Grand-Prix-Strecke kurz: 3,4 km
- Grand-Prix-Strecke lang inklusive Turn 1: 4,5 km
- Grand-Prix-Strecke kurz inklusive Turn 1: 3,4 km
- Grand-Prix-Strecke lang Motorradsport: 4,265 km
- Grand-Prix-Strecke kurz Motorradsport: 3,2 km
- Langstrecke: 11,3 km
- DEKRA Testoval: 5,8 km
- Handlingkurs: 1,8 km
- Driftkurs: 0,8 km
- DEKRA Off Road Gelände: 224.000 m²

### Startkurve
Nach der Start-Ziel-Geraden existieren auf dem Lausitzring drei verschiedene Varianten für die Startkurve. Befahren werden kann die überhöhte Kurve „Turn 1“ des Tri-Ovals, die eine direkte Verbindung der Start-Ziel-Geraden mit den Gegengerade darstellt. Alternativ können die Kurvenkombinationen T1 – T5 des Infields befahren werden. Zur ursprünglich schnellen T1-Variante wurde 2007 mit Hilfe von mobilen Curbs eine neue enge Kehre geschaffen, die eine um 36 m verlängerte Variante darstellt, die Überholmanöver begünstigen soll.

### Gegengerade
Die Gegengeraden zwischen Turn 1 und Turn 2 des Tri-Ovals ist die längste Gerade der Strecke. Bei Automobilrennen wird die Gerade des Superspeedways genutzt. Für Motorradrennen existiert parallel dazu noch eine weitere Gerade, die zur Sicherheit der Motorradfahrer mehr Abstand zur Begrenzungsmauer des Superspeedways bietet. Am Ende der Gegengerade existiert neben dem Turn 2 auch eine Linkskurve, die der Beginn des zweiten Infield-Bereichs ist. Im Jahr 2007 wurde mit einer neuen Kehre eine alternative Kurzanbindung geschaffen, die die Gegengerade verkürzt und eine um 1,1 km kürzere Verbindung zwischen der Gegengerade und der Apcoa-Kurve darstellt.
Bei Einbindung des Testovals für Langstrecken Rennen wird die Gegengerade nicht befahren. Direkt am Anfang und Ende dieser Gerade befinden sich die Ein- und Ausfahrten zum Testoval.

### Zielkurve
Bei Automobilrennen wird als Zielkurve der Turn 3 des Tri-Ovals befahren. Kurz vor Anfang dieser Kurve führt das Infield wieder zurück auf den Superspeedway. Bei Motorradrennen wird der überhöhte Turn 3 nicht befahren. Das Infield des Kurses hat eine alternative Streckenvariante, die erst nach dem Turn 3 wieder zurück auf die Start-Ziel-Gerade führt. Diese Streckenvariante dient bei Automobilrennen zudem als Teil der Boxeneinfahrt. Da diese Variante gut 250 m kürzer ist, kam es bei dem DTM Rennen 2007 zu dem Kuriosum, dass die Fahrt durch die Boxengasse mit integriertem Reifenwechsel kürzer dauerte als die Fahrt hinter dem Safety-Car. Daraufhin wurde eine alternative Boxeneinfahrt für Automobilrennen geschaffen, die am Ausgang von Turn 3 in die Boxengasse führte. Diese Boxeneinfahrt wurde 2015 wieder zurückgebaut, nachdem bereits 2014 die DTM die alte Boxeneinfahrt über die Motorrad-Variante genutzt hatte. Beim Superspeedway befindet sich die Einfahrt zur Boxengasse im Gegensatz dazu vor dem Turn 3.

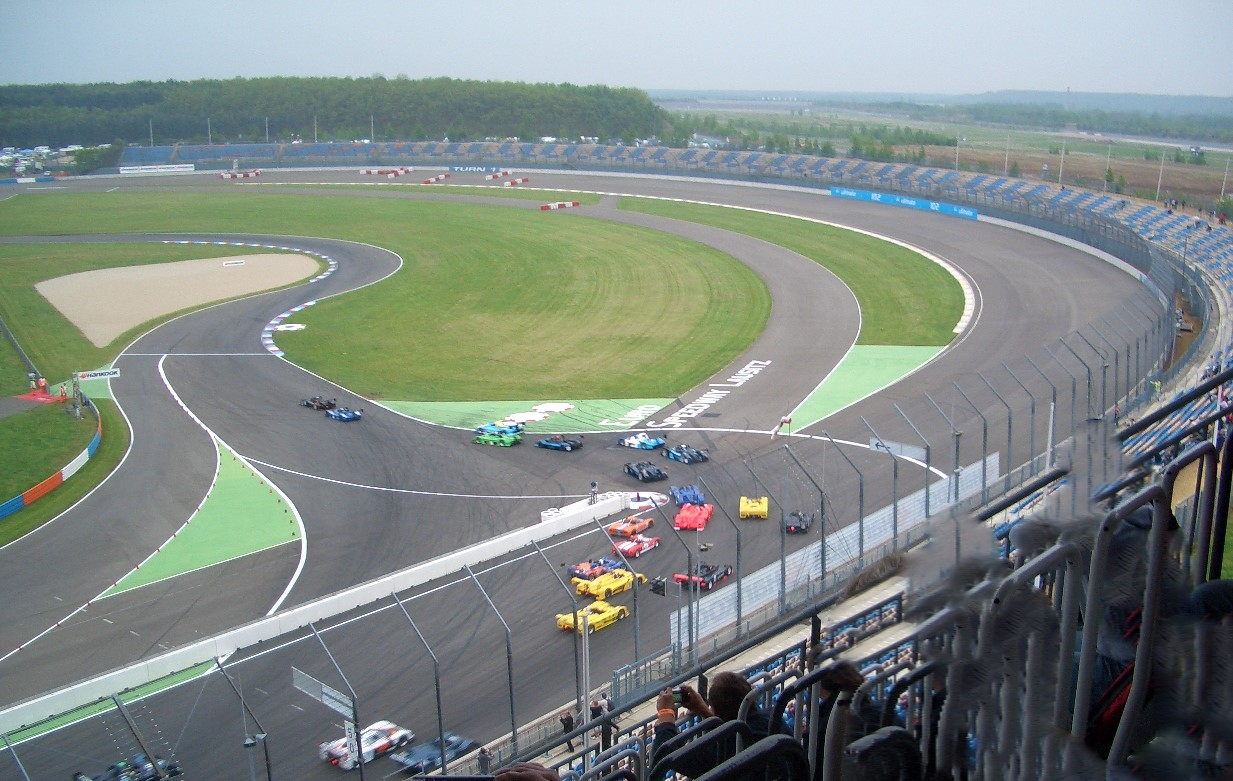
Startkurve
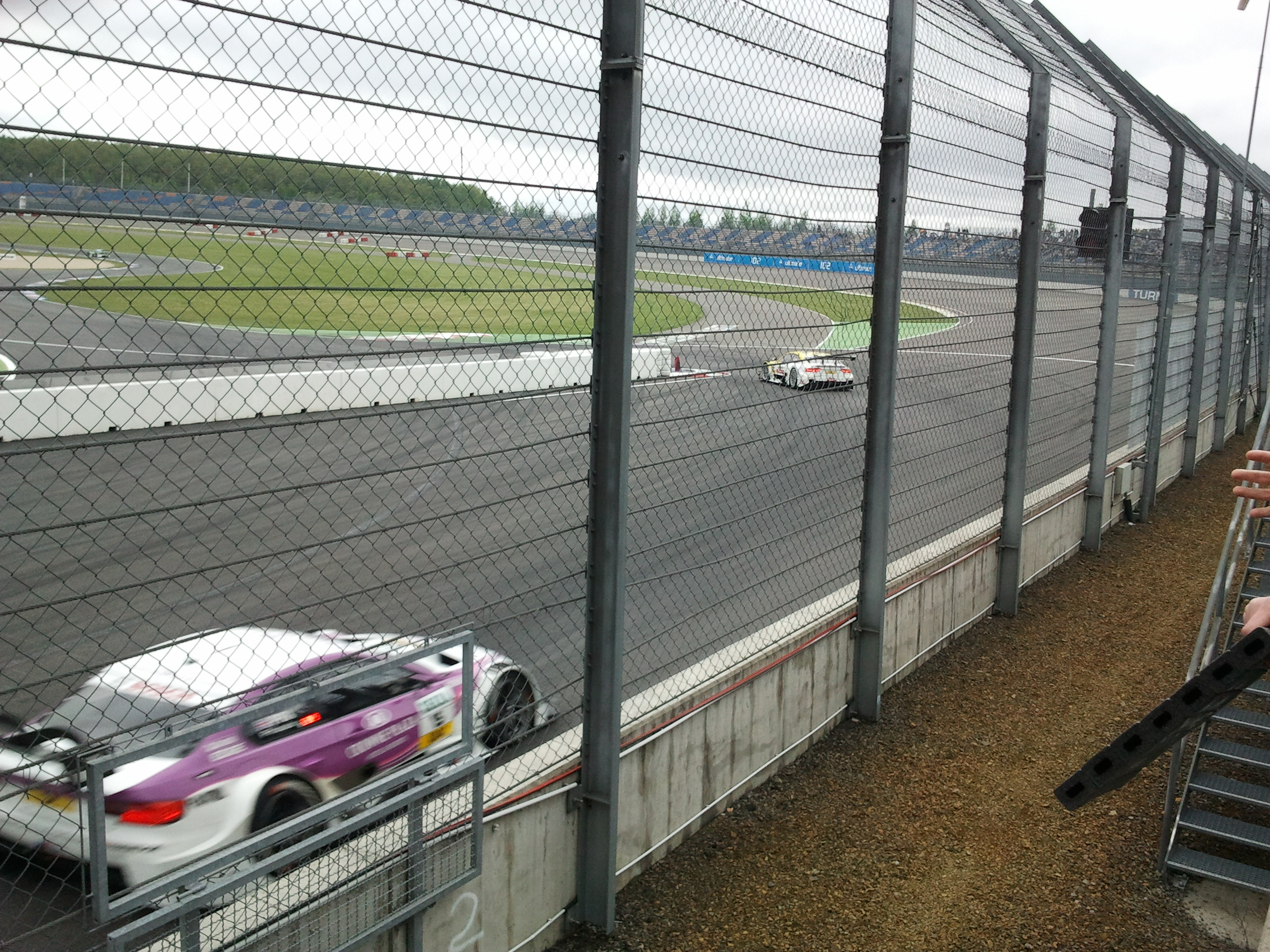
DTM Startkurve
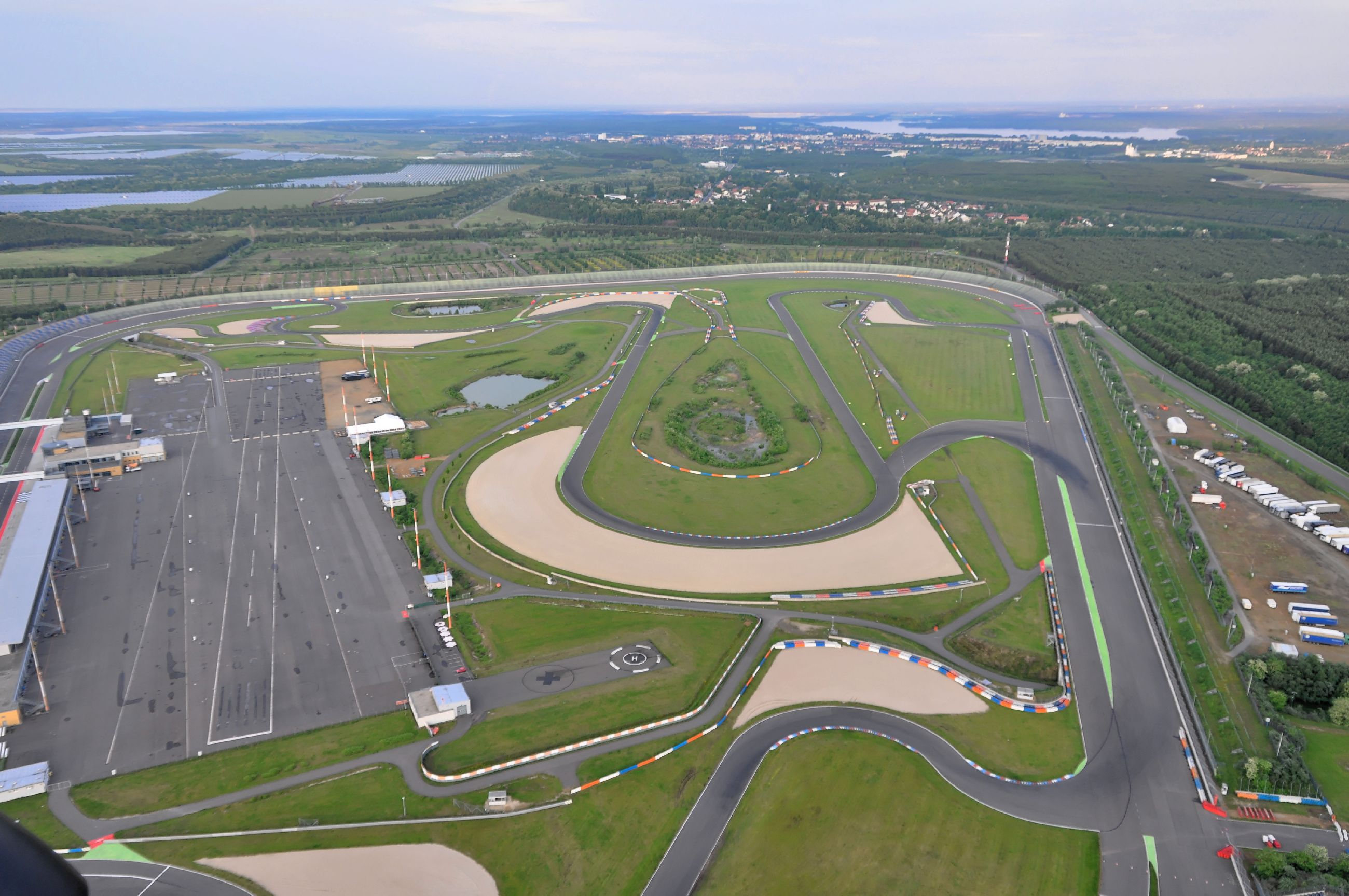
Gegengerade
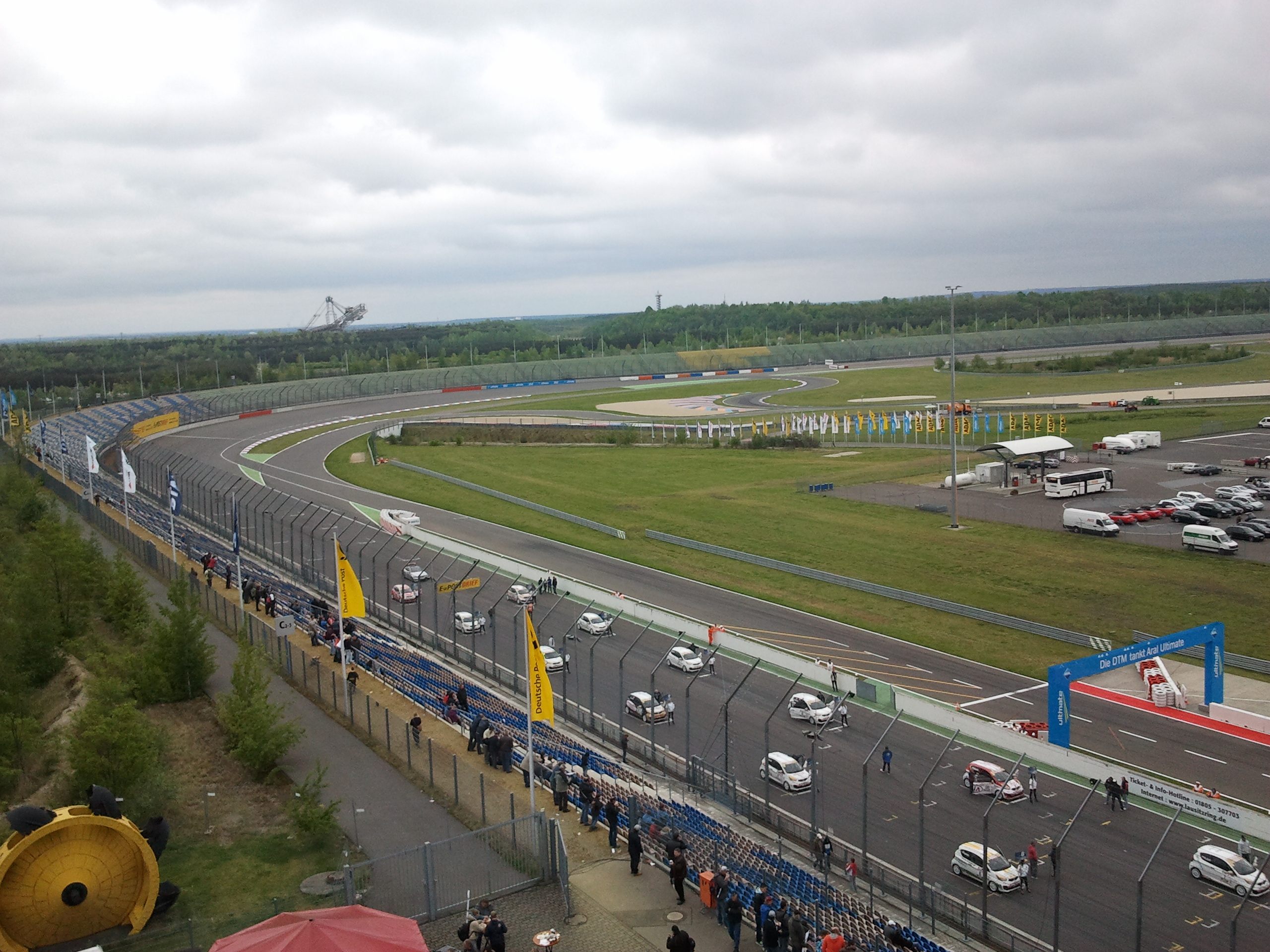
Zielkurve
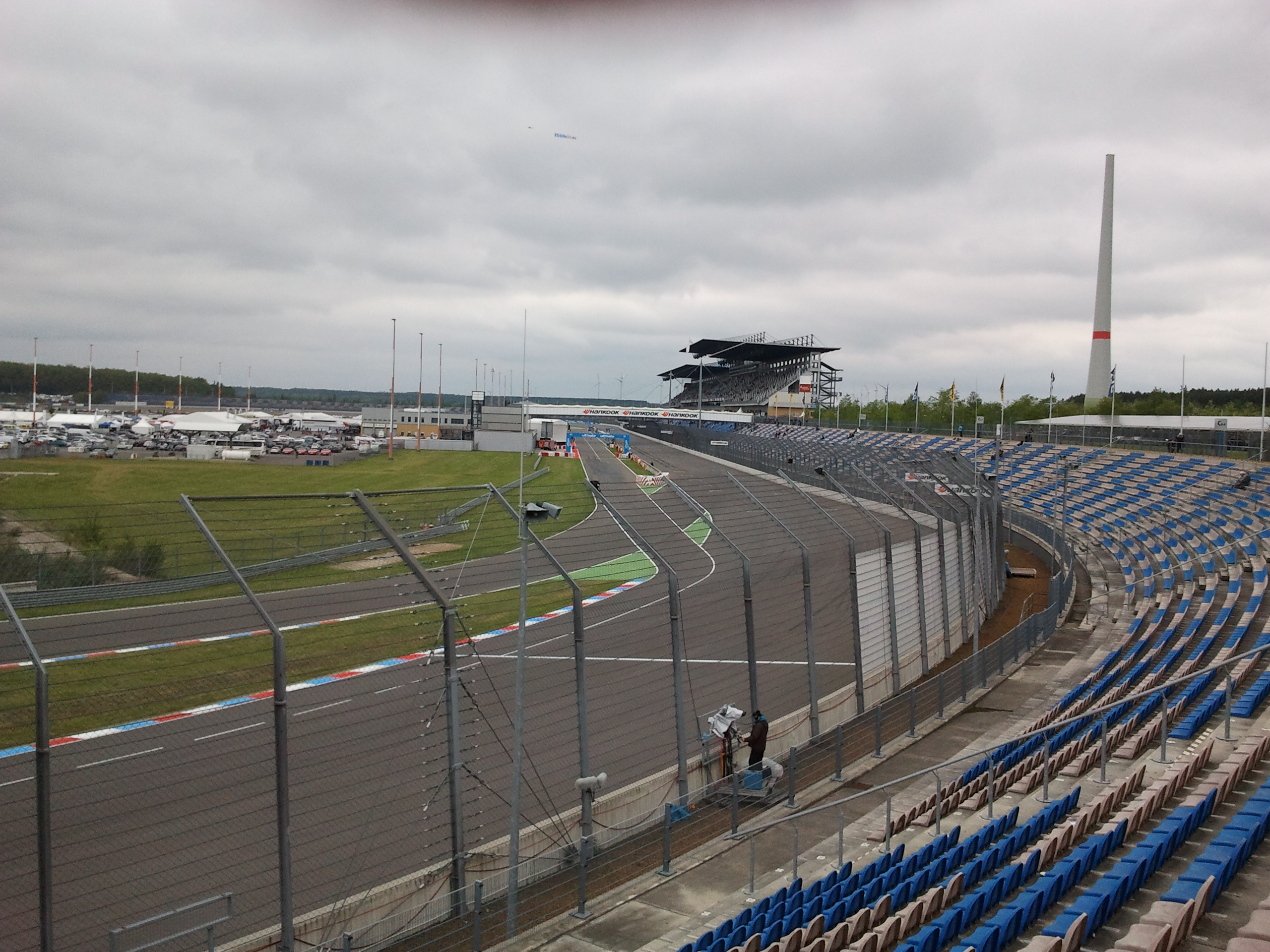
Boxeneinfahrt

## Unglücksfälle
Im Jahre 2001 waren zwei Todesopfer zu beklagen: ein Sportwart der Streckensicherung sowie der Audi-Werkspilot und ehemalige Formel-1-Fahrer Michele Alboreto, der auf der außerhalb des Tri-Ovals gelegenen Teststrecke nach einem Reifenschaden verunglückte.
Im selben Jahr kam es im Rahmen der Champ-Car-Series zu einem schweren Unfall. Nach dem letzten Boxenstopp von Alessandro Zanardi kollidierte dieser mit dem Wagen von Alex Tagliani. Bei der Boxenausfahrt geriet Zanardi auf den Grünstreifen, der die Rennstrecke von der Boxenausfahrt trennt, und schleuderte unkontrolliert auf die Strecke, wo er von Tagliani mit 320 km/h getroffen wurde. Sein Wagen wurde dabei in zwei Teile gerissen. Zanardi musste sieben Mal wiederbelebt werden und verlor beide Beine oberhalb der Knie. Dies hielt ihn jedoch nicht davon ab, nach zwei Jahren wieder in einen Rennwagen zu steigen. 2003 fuhr er vor dem erneuten Auftritt der Serie die ihm zu seinem „Sieg“ nach dem Unfall fehlenden 13 Runden auf dem Lausitzring als Show zu Ende und absolvierte damit „sein“ Rennen. Die hierbei erzielte schnellste Rundenzeit hätte für Rang 5 in der Qualifikation gereicht.

## Verkehrsanbindung
Der Lausitzring liegt unmittelbar an der A 13 an der Abfahrt Klettwitz. Die Bundesstraße 96 führt durch das etwa sieben Kilometer entfernte Senftenberg. Die gut ausgebaute brandenburgische Landesstraße 60 führt vom Bahnhof Senftenberg über Hörlitz direkt zum Ring. Der Bahnhof wird in die Preisklasse 5 eingeordnet. An ihm halten Züge aus Berlin, Cottbus, Dresden und umliegenden Städten. Ein Busshuttle zum Ring wird für wichtige Veranstaltungen eingerichtet.

## Energie

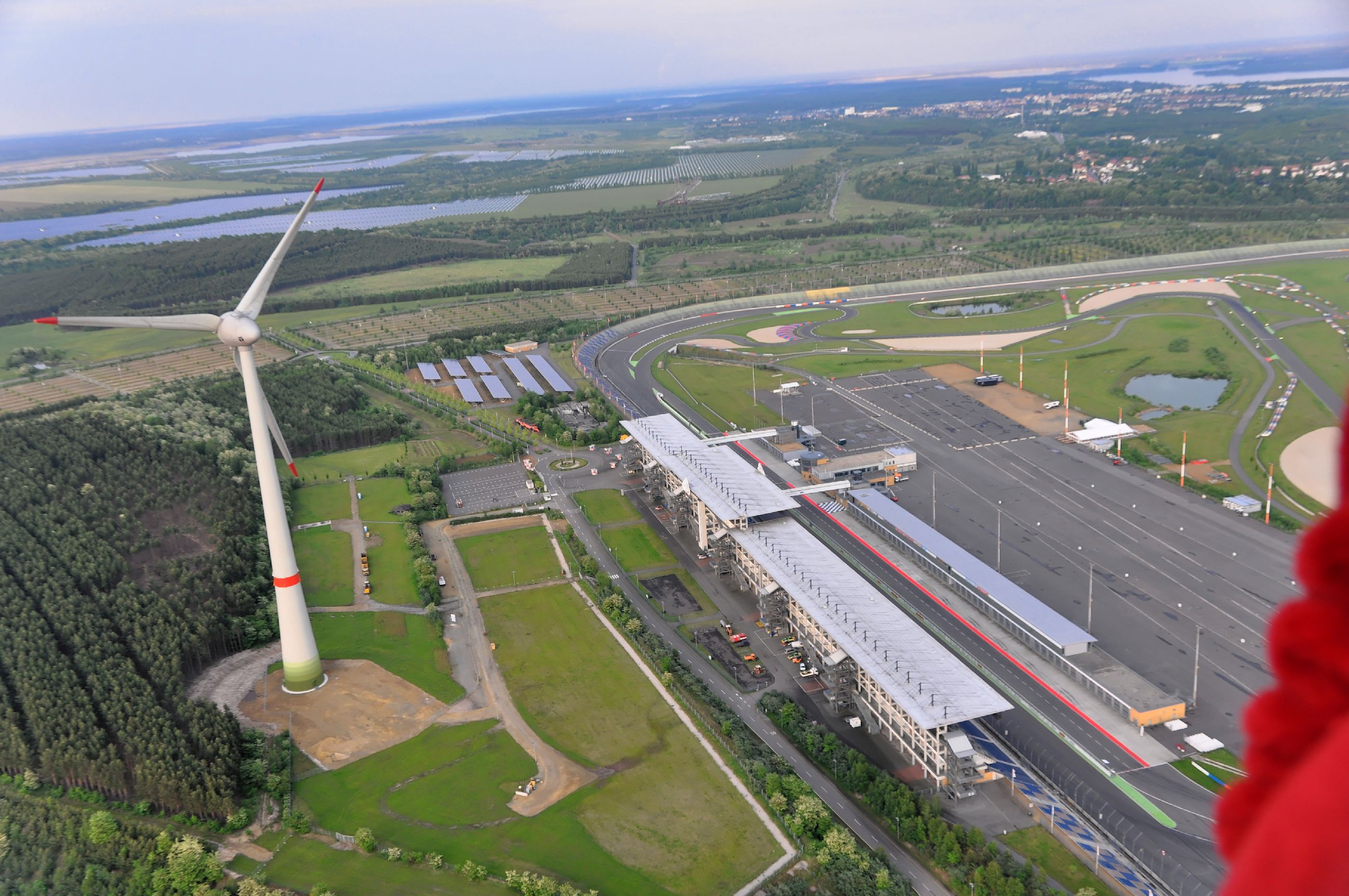
Luftbildaufnahme des Lausitzrings mit Windkraftanlage

2011/2012 wurde auf dem Euro Speedway Lausitz eine Windkraftanlage des Typs Enercon E-126 erbaut, der bis Januar 2014 der leistungsstärkste Windkraftanlagentyp der Welt war. Der Turm ist 135 Meter hoch, der Rotordurchmesser beträgt 127 Meter, die Nennleistung liegt bei 7,6 MW. Das jährliche Regelarbeitsvermögen der Anlage liegt bei rund 17 Mio. kWh elektrischer Energie.